# John Stanley Plaskett
John Stanley Plaskett (17 novembre 1865 – 17 ottobre 1941) è stato un astronomo canadese che ha studiato la velocità radiale e la spettroscopia delle stelle binarie.
Fu il primo direttore del Dominion Astrophysical Observatory, situato a Victoria, in Canada

## Onori
- Gli è stato dedicato un cratere lunare di 109 km di diametro[1] e assieme al figlio un asteroide, 2905 Plaskett.
- La Royal Astronomical Society del Canada e la Canadian Astronomical Society gli hanno intitolato un premio, la Medaglia Plaskett, una medaglia d'oro che viene assegnata annualmente dal 1988[2].
- A un sistema stellare binario è stato dato il suo nome, Stella di Plaskett.

## Onorificenze
- Gold Medal of the Royal Astronomical Society (1930)
- Premio Rumford (1930)
- Bruce Medal (1932)
- Henry Draper Medal (1934)
- CBE